# نامه فرهنگ
نامه فرهنگ نشریه‌ای فرهنگی، اجتماعی و تاریخی بود که نخستین شماره آن در پاییز ۱۳۶۹ منتشر شد و انتشار آن تا سال ۱۳۸۴ ادامه یافت. صاحب‌امتیاز این نشریه، معاونت امور بین‌الملل وزارت فرهنگ و ارشاد اسلامی بود. ابتدا مدیرمسئولی نشریه را محمدعلی ابطحی (معاون وقت وزارت) و سردبیری آن را هادی خانیکی بر عهده داشت. از سال ۱۳۷۱ به بعد، رضا داوری سردبیری آن را بر عهده گرفت.